# Masuda Chikashi
Masuda Chikashi (増田 誓志 Masuda Chikashi, sinh ngày 19 tháng 6 năm 1985 ở Miyazaki) là một cầu thủ bóng đá người Nhật Bản hiện tại thi đấu cho Shimizu S-Pulse.
Anh ra mắt đội tuyển quốc gia on 24 tháng 2 năm 2012, trong trận giao hữu trước Iceland.

## Danh hiệu
- J. League Division 1 - 2007, 2008, 2009
- Siêu cúp Nhật Bản - 2009

## Thống kê sự nghiệp câu lạc bộ
Cập nhật gần đây nhất: 20 tháng 2 năm 2010
| Thành tích câu lạc bộ | Thành tích câu lạc bộ | Thành tích câu lạc bộ | Giải vô địch | Giải vô địch | Cúp                   | Cúp                   | Cúp Liên đoàn | Cúp Liên đoàn | Châu lục | Châu lục  | Tổng cộng | Tổng cộng |
| Mùa giải              | Câu lạc bộ            | Giải vô địch          | Số trận      | Bàn thắng    | Số trận               | Bàn thắng             | Số trận       | Bàn thắng     | Số trận  | Bàn thắng | Số trận   | Bàn thắng |
| Nhật Bản              | Nhật Bản              | Nhật Bản              | Giải vô địch | Giải vô địch | Cúp Hoàng đế Nhật Bản | Cúp Hoàng đế Nhật Bản | Cúp Liên đoàn | Cúp Liên đoàn | Châu Á   | Châu Á    | Tổng cộng | Tổng cộng |
| --------------------- | --------------------- | --------------------- | ------------ | ------------ | --------------------- | --------------------- | ------------- | ------------- | -------- | --------- | --------- | --------- |
| 2004                  | Kashima Antlers       | J. League Division 1  | 8            | 2            | 2                     | 0                     | 5             | 0             | -        | -         | 15        | 2         |
| 2005                  | Kashima Antlers       | J. League Division 1  | 19           | 2            | 3                     | 3                     | 6             | 1             | -        | -         | 28        | 6         |
| 2006                  | Kashima Antlers       | J. League Division 1  | 23           | 0            | 1                     | 0                     | 11            | 2             | -        | -         | 35        | 2         |
| 2007                  | Kashima Antlers       | J. League Division 1  | 23           | 3            | 0                     | 0                     | 6             | 1             | -        | -         | 29        | 4         |
| 2008                  | Kashima Antlers       | J. League Division 1  | 19           | 0            | 2                     | 1                     | 2             | 0             | 4        | 0         | 27        | 2         |
| 2009                  | Kashima Antlers       | J. League Division 1  | 17           | 0            | 3                     | 0                     | 0             | 0             | 5        | 0         | 25        | 0         |
| 2010                  | Montedio Yamagata     | J. League Division 1  |              |              |                       |                       |               |               | -        | -         |           |           |
| Tổng cộng sự nghiệp   | Tổng cộng sự nghiệp   | Tổng cộng sự nghiệp   | 109          | 7            | 11                    | 4                     | 30            | 4             | 9        | 0         | 159       | 15        |